# Fläderiris
Fläderiris (Iris × sambucina) är en irisväxtart. Fläderiris ingår i släktet irisar, och familjen irisväxter. Arten förekommer tillfälligt i Sverige, men reproducerar sig inte.